# Arthur-L.-Schawlow-Preis für Laserphysik
Der Arthur L. Schawlow Prize in Laser Science ist ein jährlich von der American Physical Society vergebender Preis in Laserphysik. Er ist nach Arthur L. Schawlow benannt und mit 10.000 Dollar dotiert.

## Preisträger
- 1991 Peter Sorokin
- 1992 Yuen-Ron Shen
- 1993 John Lewis Hall
- 1994 Steven Chu
- 1995 Richart E. Slusher
- 1996 Theodor Hänsch
- 1997 Charles Shank, Erich P. Ippen
- 1998 William D. Phillips
- 1999 Carl E. Wieman
- 2000 Richard N. Zare
- 2001 David Wineland
- 2002 Stephen E. Harris
- 2003 David E. Pritchard
- 2004 Federico Capasso
- 2005 Marlan Scully
- 2006 Paul Corkum
- 2007 Szymon Suckewer
- 2008 James Bergquist
- 2009 Robert W. Field
- 2010 Henry Kapteyn, Margaret Murnane
- 2011 Jorge Rocca
- 2012 Michael D. Fayer
- 2013 Robert Alfano
- 2014 Mordechai Segev
- 2015 Christopher Monroe
- 2016 Robert W. Boyd
- 2017 Louis F. DiMauro
- 2018 Gérard Albert Mourou
- 2019 Steven T. Cundiff
- 2020 Shaul Mukamel
- 2021 Peter J. Delfyett
- 2022 Tony F. Heinz
- 2023 Demetrios Christodoulides
- 2024 Howard M. Milchberg
- 2025 Vladan Vuletic